# Кинематограф (альбом)
«Кинемато́граф» — второй альбом советского ВИА «Пламя» 1984 года, выпущенный в формате LP.
В альбом вошли песни из одноимённой поэтической рок-программы коллектива.

## История создания
В начале 1980-х годов ВИА «Пламя» выпустил спектакль «Кинематограф», поставленный режиссером Вячеславом Спесивцевым на литературной основе одноимённой книги Юрия Левитанского. Эта поэтическая рок-программа не имела коммерческого успеха.
По мнению гитариста Валерия Шаповалова, пришедшего в то время в ансамбль, одной из причин неудачи эксперимента в стиле хард-рок, было то, что публика не приняла новых веяний в творчестве ансамбля: «Народ требовал на концертах „Идет солдат по городу“, „На дальней станции сойду“, а им выдавали что-то непонятное».
Часть песен из спектакля вошла в первый альбом группы — «Время пик». В 1983 году ансамбль записал второй альбом с материалом из рок-программы — «Кинематограф», который был выпущен в 1984 году.

По словам музыкантов, это попытка создания не просто сборника случайных песен, но альбома концептуального.— Михаил Сигалов

## Список композиций
| Сторона 1 | Сторона 2 |
| --- | --- |
| 1. «Кинематограф» (Э. Колмановский/Ю. Левитанский) — солист Ю. Петерсон 4:58 2. «Что-то должно случиться» (Ю. Саульский/Л. Завальнюк) — солисты И. Шачнева и В. Белянин 3:53 3. «Слепой дождь» (Ю. Саульский/Л. Завальнюк) — солисты В. Аникиенко и И. Шачнева 3:45 4. «Щеглы» (С. Березин/С. Кирсанов) — солисты В. Малежик и В. Аникиенко 3:38 5. «Путеводная звезда» (С. Березин/Ю. Мориц) — солисты Ю.Петерсон и И.Шачнева 3:33 | 1. «Не поговорили» (С. Березин/Ю. Левитанский) — солисты В. Белянин и В. Малежик 3:45 2. «Красный трамвай» (М. Минков / А. Монстырев / О. Писаржевская) — солист В. Малежик 4:00 3. «Объявление» (Ю. Саульский/Л. Завальнюк) — солистка И. Шачнева 2:30 4. «Колосок золотой» (В. Шаинский/И. Шаферан) 3:54 5. «Спасибо, музыка» (С. Березин/В. Соколов) — солист В. Аникиенко 3:33 |

## Состав группы
Альбом был записан в составе:
- Сергей Березин — лидер группы, композитор
- Ирина Шачнева — вокал
- Валерий Белянин — вокал
- Юрий Петерсон — вокал, саксофон
- Вячеслав Малежик — вокал, гитара
- Виктор Аникиенко — вокал, гитара
- Алексей Шачнев — бас-гитара
- Александр Колоколов — труба
- Игорь Никитин — флейта кларнет
- Виктор Дегтярев — барабанная установка, ударные
- Иван Денежкин — рояль
- Юрий Мохов — гитара
- Выходные данные

СТЕРЕО C60 21193 008
Звукорежиссёр А. Штильман

Редактор В. Рыжиков

Художник А. Иоффе

Фото Г. Прохорова
© «Мелодия», 1984

Всесоюзная студия грамзаписи.

Запись 1984 гг.

## Оценки
В 1984 году журнал «Мелодия» отмечал разноплановость пластинки:

Разнообразие тематики определяет стилевую и жанровую палитру пластинки. На диске «Кинематограф» «Пламени» мы встречаемся с балладой «Путеводная звезда», с симфоджазовой композицией «Спасибо, музыка», со стилем ретро («Щеглы»), и с различными модификациями рока в остальных композициях, записанных на этой пластинке и являющихся частью поэтической рок-композиции «Кинематограф»— Е. Эпштейн
.
Тепло отозвались об альбоме авторы книги «Легенды ВИА», вышедшей в 2007 году.